# Agnes Karll
Agnes Karll (née le 25 mars 1868 à Embsen ; morte le 12 février 1927 à Berlin) est une réformatrice des soins infirmiers en Allemagne.

## Biographie
Elle est la fille de Theodor Karll et de son épouse Ida ; ses parents se séparent en 1881.
Elle s'intéresse d'abord au métier d'enseignante et suit la formation dispensée par Johanna Willborn à Schwerin. C'est par l'amitié avec Johanna Wilborn qu'Agnès Karll entre en contact avec le féminisme, ainsi qu'avec l'exemple d'Helene Lange. Trop jeune pour passer l'examen des enseignants, elle commence comme professeur et tutrice privé dès 1886 à Retgendorf (aujourd'hui Dobin am See) et à Alt Gaarz.
À 19 ans, Agnes Karll comprend que son chemin n'est pas dans l'enseignement et commence à s'orienter vers le soin des malades. Le 26 août 1887 elle commence une formation d'infirmière à la Clementinenhaus (de) de Hanovre, une des maisons fondatrices de la Croix-Rouge allemande.
Dès 1891 elle travaille pendant une dizaine d'années dans des cliniques privées, surtout autour de Berlin. C'est aussi à cette période qu'elle a l'occasion de passer quelques mois en Amérique et de s'y faire connaître comme infirmière (1894). Ensuite, elle continuera de nouer des liens professionnels avec d'autres pays, surtout en Angleterre, en Finlande, en Autriche et aux États-Unis.
Dans le cadre de l'Association générale des femmes allemandes (Allgemeinen Deutschen Frauenvereins), elle fonde en 1903 une organisation des femmes dédiées aux soins (Berufsorganisation der Krankenpflegerinnen Deutschlands sowie der Säuglings- und Wohlfahrtspflegerinnen en abrégé BOKD ou BO), dont elle sera la première présidente. L'association aide ses membres à trouver du travail, leur fournit assurance et conseil juridique. Elle sera ensuite appelée Agnes-Karll-Verband, puis Deutschen Berufsverband für Krankenpflege e.V. (DBfK) en 1973 et aujourd'hui Deutscher Berufsverband für Pflegeberufe (de) (DBfK).
Agnes Karll s'engage en faveur de la respectabilité de la profession et l'établissement d'une formation en trois ans. C'est aussi à elle que remonte l'idée d'une profession d'infirmier auxiliaire.
En 1909 à Londres, elle est présidente du Conseil international des infirmières, et membre honoraire de l'Association des infirmières-chefs en Grande-Bretagne et en Irlande (Matrons' Council of Great Britain and Ireland). Elle participe dès 1913 à l'enseignement dans l'École féminine de Leipzig (de), et en 1926 elle dirige un congrès national des infirmières à Düsseldorf.
Agnes Karll est accompagnée, les dernières années de sa vie, par la suissesse Emmy Oser. C'est par elle qu'elle entre en contact avec le théologien réformé Leonhard Ragaz à Zürich, lequel se montrera attentif aux besoins de la profession d'infirmière et sera l'un des inspirateurs d'Agnes Karll.
Elle meurt en 1927, et est enterrée dans le caveau de famille du cimetière de Gadebusch (Westmecklenburg).

## Hommages
Portent le nom d'Agnes Karll : 
- l'Institut de la recherche clinique infirmière de Berlin (Agnes Krall-Institut für Pflegeforschung, AKI[1]),
- des cliniques à Bad Schwartau et Laatzen[2],
- des écoles d'infirmière à Francfort-sur-le-Main[3] et Tettnang,
- des rues à Gadebusch, Mayence, Embsen et Elmshorn
- enfin quelques maisons de soins.